# Johannes Halsbergius
Johannes Halsberch of Halsbergius (Kortrijk, 1560 – Amsterdam, 1606 of 1607), ook Jan Halsberghe, was gereformeerd predikant in Amsterdam.

## Levensloop
Halsbergius werd geboren in Kortrijk, bij een protestantse familie in het graafschap Vlaanderen, in de Zuidelijke Nederlanden. Zijn ouders vluchtten voor de Spaanse repressie naar Amsterdam. In Amsterdam behaalden zijn ouders het burgerschap. De jonge Halsbergius studeerde in Genève (1582-1586) en Heidelberg (1586-1588) tot protestants theoloog. De kosten van de studies werden betaald door de stad Amsterdam.
In 1589 begon hij zijn carrière als predikant in Amsterdam, nadat hij in het examen slaagde bij Johannes Cuchlinus. Hij werd predikant in de Gasthuiskerk, en later voor alle kerken van Amsterdam. In 1598 was hij secretaris bij de Particuliere Noord-Hollandse synode in Edam. In 1604 vergezelde hij Werner Helmichius in de Noord-Hollandse delegatie op de synode van Gelderland, in Zutphen. Zijn overlijdensjaar is 1606 of 1607.
Zijn ambtgenoot Jacobus Arminius schreef over hem, na zijn vroegtijdige dood, dat hij hem hoogachtte als synen trouwen vriendt, en seer lieven broeder in den geloove.

## Werken
Halsbergius schreef twee boeken:
- Bybel der natuere, dat is, van de waerheyt der christelycke Religie (1602). Met dit werk ondersteunde hij de handelaars van de Verenigde Oost-Indische Compagnie tijdens gesprekken met niet-christenen.
- Godsalige Betrachtinge over eenige psalmen des concklichen Propheten David (1645) postuum uitgegeven.